# Ole Tom Nord
Ole Tom Nord (* 27. November 1940 in Konsmo, Vest-Agder) ist ein ehemaliger norwegischer Skispringer.
Nachdem Nord 1960 in Mjøndalen Norwegischer Meister von der Normalschanze vor Tormod Knutsen und Halvor Næs wurde, startete er ab 1960 bei der Vierschanzentournee. Bereits in seinem ersten Springen am 30. Dezember 1960 in Oberstdorf erreichte er mit dem 10. Platz eine Platzierung unter den besten zehn. Nord bestritt jedoch bis zu seinem Karriereende 1964 nie eine komplette Tournee und erreichte somit auch zu keiner Zeit einen vorderen Platz in der Gesamtwertung. Sein bestes Einzelergebnis gelang ihm bei seinem letzten Springen am 6. Januar 1964 in Bischofshofen mit einem 8. Rang.